# Ильинское (усадьба)

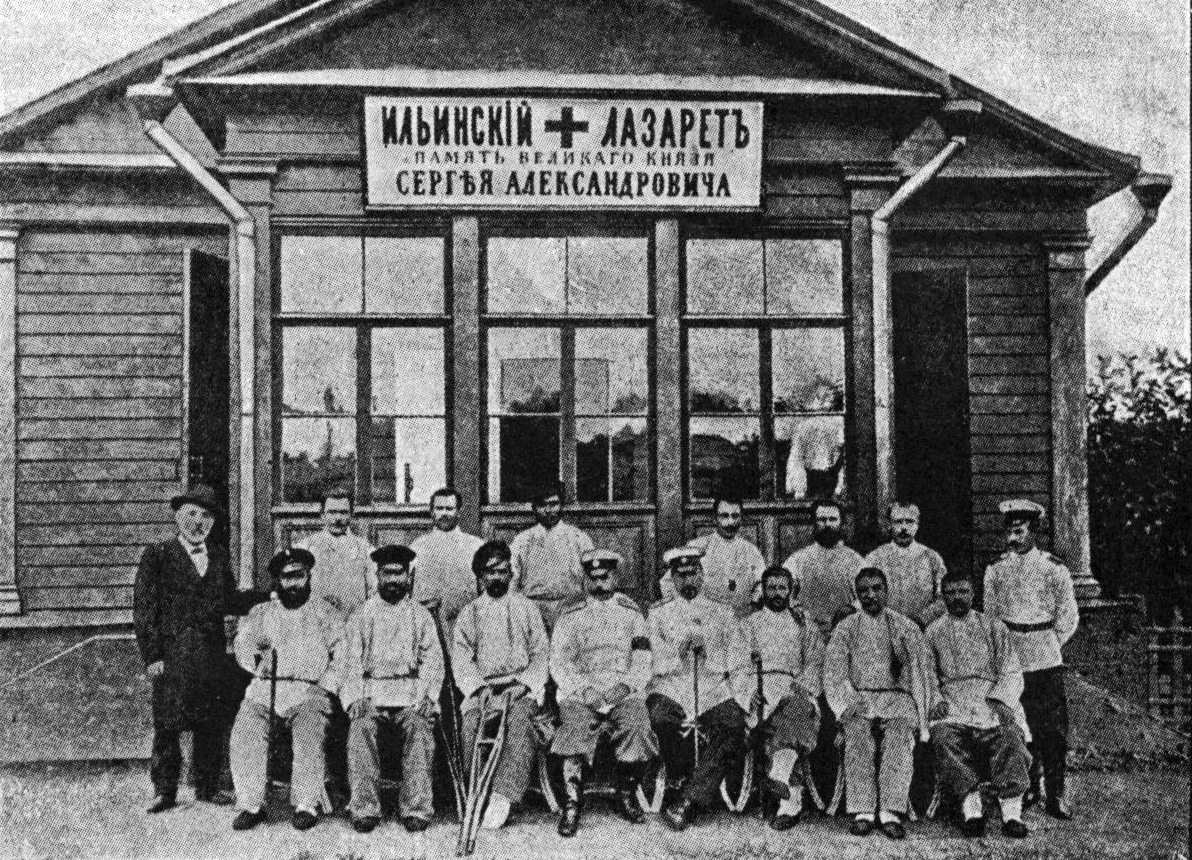
Лазарет в годы Русско-Японской войны

«Ильи́нское» — фрагментарно сохранившаяся усадьба в городском округе Красногорск Московской области России. Расположена на берегу Москвы-реки рядом с А109 Ильинским шоссе, у одноимённого села. С середины XIX века Ильинское и Усово входили в число владений семьи Романовых; во второй половине XX века на территории усадьбы располагались дачи высокопоставленных работников ВКП(б), а позднее КПСС.

## История
Село Ильинское ещё в XVI — начале XVII века являлось центром дворцовой вотчины Лужские земли (первое упоминание под названием Ильинское, связываемом с выстроенной здесь деревянной церковью во имя Ильи Пророка, относится к 1618 году). С 1634 года вотчина находилась во владении Стрешневых. В 1735 году деревянная Ильинская церковь была заново построена в камне; проект некоторые краеведы приписывают А. П. Евлашеву.

### Граф Остерман-Толстой

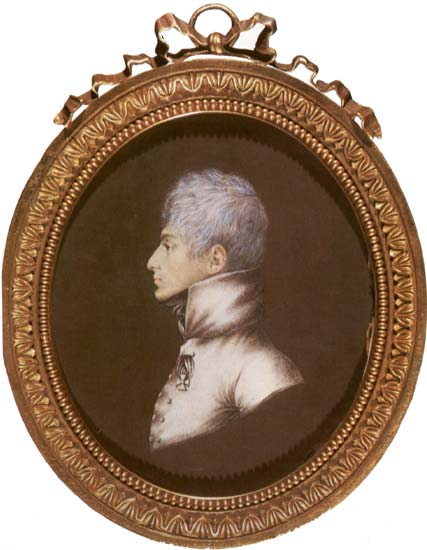
Строитель усадьбы Ильинское — граф Остерман-Толстой

В 1775 году усадьба отошла графу И. А. Остерману. Последний в 1796 году передал свой титул и фамилию, а вместе с ними и имение своему внучатому племяннику А. И. Толстому, будущему герою Отечественной войны 1812 года.
Граф Остерман-Толстой после выхода в бессрочный отпуск в 1818 году (его здоровье было подорвано тяжкими ранениями, полученными на службе) занялся переустройством своей усадьбы. В Ильинском были выстроены новое главное здание (двухэтажное здание длиной по фасаду 35 м, с террасами, украшенное богатой резьбой), ряд флигелей и хозяйственных служб, разбит парк в духе романтизма, в котором устроено несколько павильонов. Некоторое время управляющим имения служил И. И. Лажечников (здесь им была написана повесть «Малиновка»). В память о боевых товарищах и простых солдатах, павших в Бородинском сражении, Остерман-Толстой распорядился высадить вдоль старого тракта, ведущего от усадьбы через Глухово и Архангельское на Павшино и Спас-Тушино, липовую аллею в два ряда с каждой стороны дороги. Всего должно было быть высажено более 45 тыс. деревьев (в столь благом начинании графу помог сосед, владелец усадьбы Архангельское князь Н. Б. Юсупов, высаживавший деревья «навстречу»). Вековые липы вдоль Ильинского шоссе в ряде мест сохранились и в начале XXI века.
Однако уже довольно скоро владелец поместья вошёл в опалу и был вынужден покинуть Россию. В 1830-40-х годах ряд строений имения сдавался под дачи. В числе отдыхавших здесь были Н. М. Языков, А. П. Елагина, П. В. Киреевский, Т. Н. Грановский, А. И. Полежаев, С. Т. Аксаков и др. Любопытно, что опальный А. И. Полежаев был приглашен сюда в 1834 году жандармским полковником Иваном Петровичем Бибиковым (1788—1856), ещё в 1826 году написавшим императору донос о нравах, царивших в Московском университете и в числе активных участников называвшим именно Полежаева; во время двухнедельного пребывания у Бибикова поэт влюбился в его дочь Екатерину, написавшую здесь его портрет, который специалистами признается наиболее удачным и близким к натуре, и оставившую (под псевдонимом Старушка из степи) воспоминания о пребывании поэта в Ильиском; в свою очередь поэт написал здесь целый ряд стихов, вызванных его чувством к Е. И. Бибиковой. В 1845 году право владения и управления имением было передано родственнику владельца, князю Л. М. Голицыну. Ещё через двадцать лет вдова Голицына продала усадьбу за сумму в 108 тыс. рублей царской семье.

### Во владении Романовых
Александр II подарил подмосковное имение своей супруге императрице Марии Александровне. По её настоянию изменения на территории усадьбы были минимальными, и она сохранила свой прежний довольно скромный вид. Стараниями императрицы в Ильинском для крестьян была открыта школа, больница с аптекой. Переделками и строительством в усадьбе занимался архитектор Алексей Попов. После кончины Марии Александровны (она умерла в 1880 году от туберкулёза) имение досталось её сыну великому князю Сергею Александровичу. 

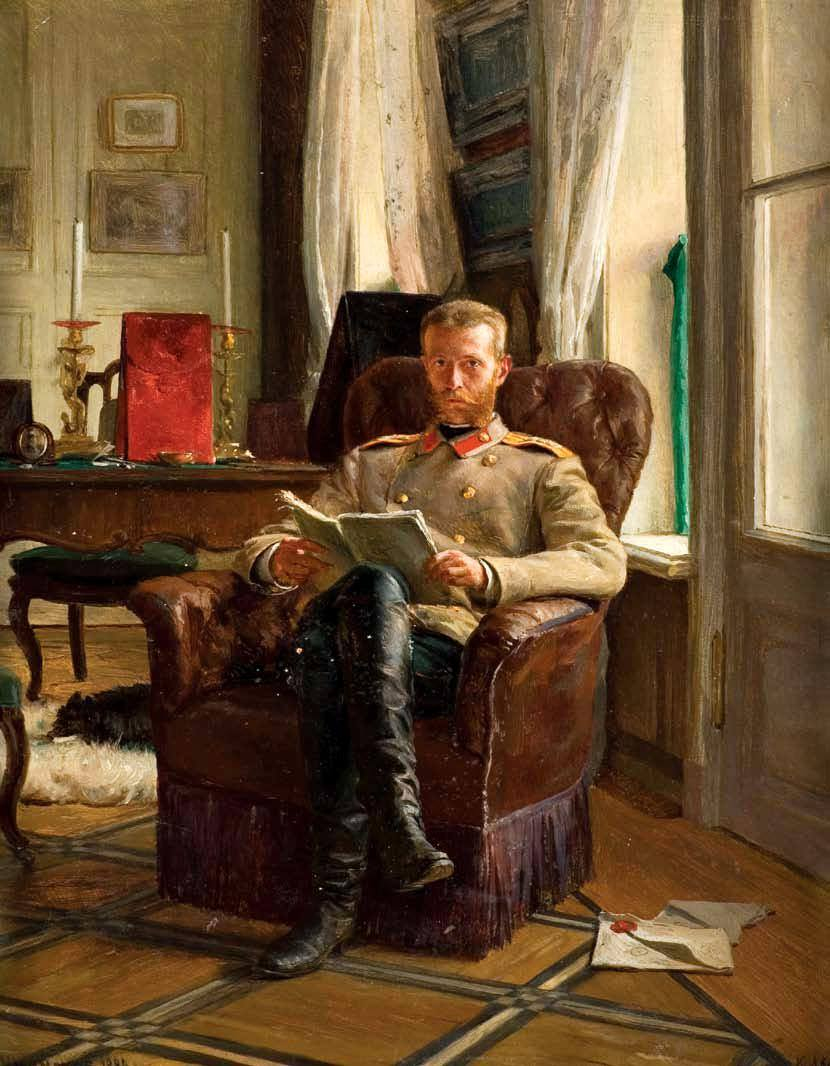
На портрете Кирилла Лемоха великий князь Сергей Александрович изображён в своём кабинете в усадьбе Ильинское (1886)

Будущий московский градоначальник облюбовал Ильинское как летнюю резиденцию. В 1889 году по проекту архитектора Сергея Родионова был построен главный дом усадьбы; ещё через три года тот же архитектор выстроил новый дом в соседней усадьбе великого князя, Усове. Ильинское было одним из излюбленных мест великого князя, где они с Елизаветой Фёдоровной провели медовый месяц. Гостями великой княгини Елизаветы Фёдоровны были именитые сановники, члены царской фамилии. В усадьбе получили воспитание племянники Сергея Александровича — Мария и Дмитрий, дети Великого князя Павла Александровича от первого брака. В годы Русско-японской войны Елизавета Фёдоровна устроила в усадьбе лазарет.
После смерти мужа от покушения, совершенного Иваном Каляевым в 1905 году, Елизавета Фёдоровна много жертвовала на благотворительные цели. В память о Сергее Александровиче она открыла в 1905 году в Ильинском лазарет для раненых воинов Русско-японской войны, в 1909 году основала Марфо-Мариинскую обитель, где и осталась жить. Ильинское и Усово были унаследованы Марией и Дмитрием, которые владели имением вплоть до прихода советской власти.
В соответствии со статьёй 412 (по продолжению) тома X части 1 Свода законов Российской империи, Ильинское имение являлось дворцовым имуществом Императорского дома, составляло личную собственность особ Императорского дома и могло быть завещаемо и делимо по частям.

### После 1917 года
После революции Ильинское в числе прочей собственности семьи Романовых было национализировано. В 1918 году бывшую усадьбу посетил В. И. Ленин, после чего здесь был открыт санаторий. В 1929 году главное здание усадьбы сгорело, в 1937 году была закрыта церковь (вновь функционировать стала в 1991 году), а в 1940-е годы в Ильинском были размещены дачи партийного руководства. В 1960-х годах здесь поваром работал С. И. Путин, дедушка второго российского президента В. В. Путина.

## Современное состояние

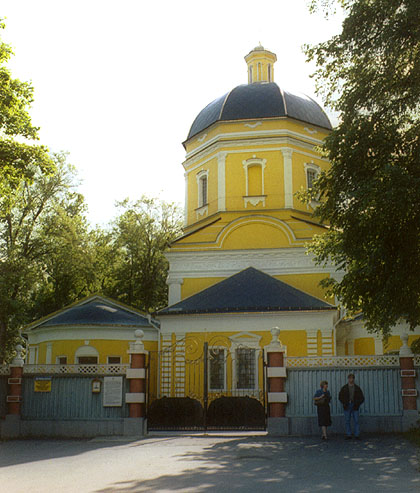
Церковь Ильи Пророка (1735)

На рубеже XX—XXI веков от усадебного ансамбля, включавшего десятки построек, оставались лишь немногие исторические строения, в числе которых павильоны «Пойми меня» (позднее фрейлинский дом), «Кинь грусть» (позднее военно-походная канцелярия), главный корпус конного двора, Ильинская церковь. От главного здания после пожара уцелела лишь аркада восточной галереи. В сильно переделанном виде сохраняются флигели служительский и «Не чуй горя». Парк заметно переустроен; от парковых построек осталась лишь одна беседка-ротонда.
По состоянию на 2010 год усадебным комплексом на правах собственности владеет компания «Визит-Москва» (её соучредителями являются правительства Москвы и Московской области), превратившая историческое поместье в элитный пансионат. Доступ посторонних (за исключением Ильинской церкви, отделённой от усадьбы высоким забором) на территорию Ильинского закрыт.
Несмотря на охранный статус всех объектов усадебного комплекса, в 2013 году была снесена белокаменная классическая беседка-ротонда «Елизаветинский павильон», год спустя уничтожен флигель «Не чуй горя», происходит вырубка парка и липовой аллеи, посаженной графом Остерманом-Толстым в честь героев 1812 года.
В 2020 году были снесены первый этаж и галереи царского дворца, флигель «Приют для приятелей» и мраморные солнечные часы XVIII века.
19 декабря 2021 года в историческом здании Лазарета для раненых и увечных воинов Русско-японской войны, обустроенном святой Елизаветой Федоровной в 1905 году, открылся музей Российского Общества Красного Креста и владельцев имения – Великого князя Сергея Александровича и Великой княгини святой преподобномученицы Елизаветы Федоровны.

### Церковь Ильи Пророка
Храм построен из кирпича, композиция основного объёма — типа «восьмерик на четверике». Боковые приделы выстроены позже, в 1818 году, а в 1828 году пристроена невысокая трёхъярусная колокольня. Церковь богато декорирована, в частности, резной фриз антаблемента украшен растительным орнаментом, изящными сандриками и резьбой оформлены наличники окон. Колокольня завершена позолоченным шпилем.

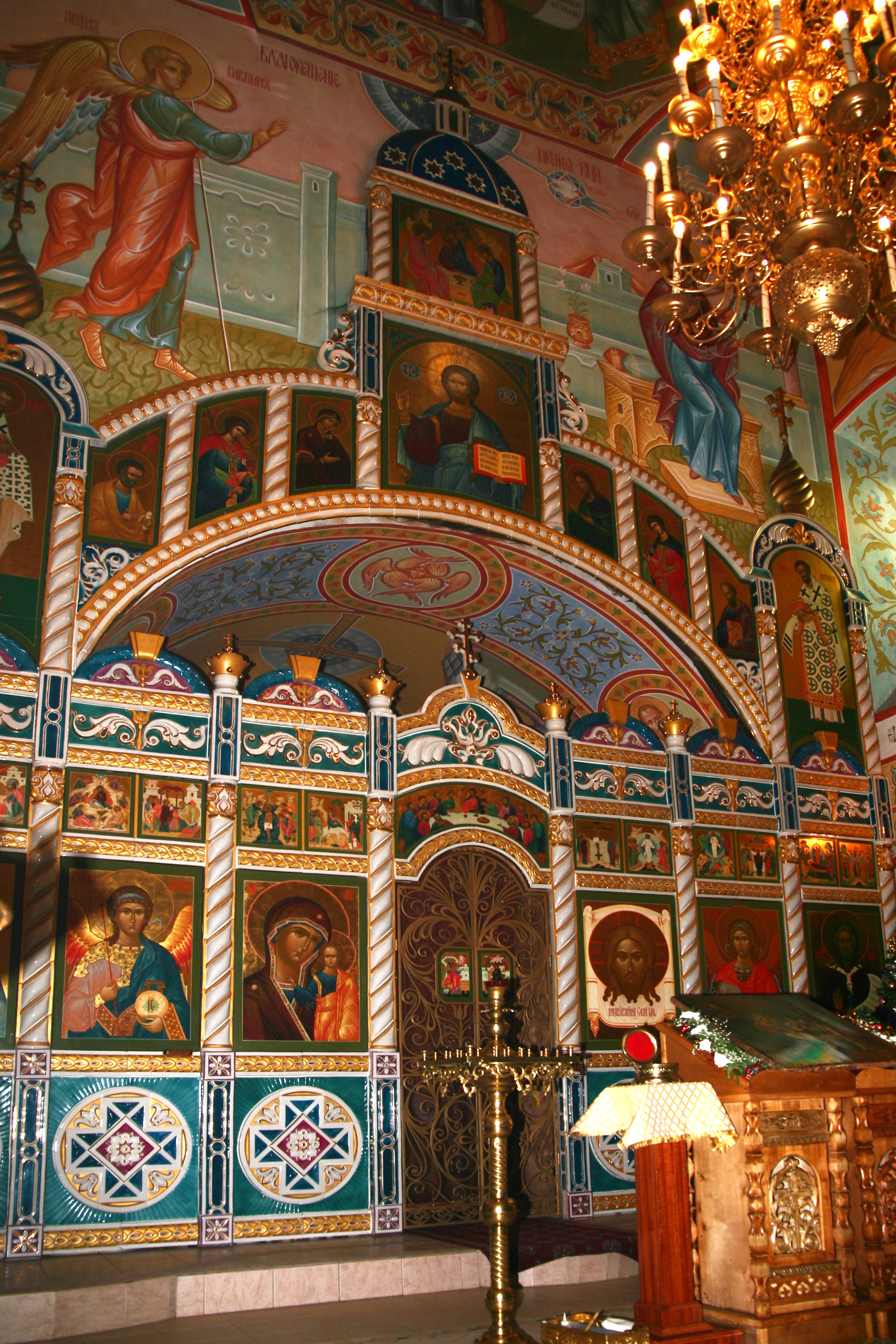
Фарфоровый иконостас церкви Ильи Пророка

В 1999 году настоятель храма Ильи Пророка отец Александр задумал построить иконостас из фаянса, аналогичный тому, что он видел в Тверской области на Валдае [где именно видел: Валдай находится в Новгорордской области?]. К этому времени в храме стараниями прихожан был произведён ремонт, но был только временный алтарь в приделе. Работа по проектированию была поручена гжельскому художнику Валентину Розанову. Художник задумал выполнить иконостас из фарфора, материала, из которого ранее иконостасы не делались . Выполняли проект мастера производственного объединения «Гжель». Подключили к этой работе и фарфористов из Дулёва, так как иконостас задумывался цветным и расписывался надглазурными красками. К 2005 году иконостас размером 10×7 метров, состоящий из 500 подогнанных друг к другу фарфоровых деталей, смонтирован в храме. Позже в фарфоровое тело иконостаса были вставлены иконы, написанные потомственными иконописцами из села Палех Юрием Щаницыным и Владимиром Бровкиным.
Один их трёх приделов храма освящён в честь преподобномученицы Елисаветы.